# Монро, Эшли
Эшли Монро (англ. Ashley Lauren Monroe, 10 сентября 1986) — американская кантри-певица и композитор.
С 2011 года входит в состав женской супергруппы Pistol Annies вместе с Мирандой Ламберт и Анджелиной Пресли.
7 декабря 2015 года её альбом The Blade был номинирован на премию Грэмми-2016 в категории Лучший кантри-альбом.

## Биография
Родилась 10 сентября 1986 года в городе Ноксвилл, штат Теннесси, США.
С 24 октября 2013 года Эшли замужем за питчером Джоном Дэнксом. У супругов есть сын — Долтон Уильям Дэнкс (род. в августе 2017).

## Награды и номинации
| Год  | Организация             | Категория                          | Работа         | Результат |
| ---- | ----------------------- | ---------------------------------- | -------------- | --------- |
| 2011 | American Country Awards | New Artist of the Year             | Pistol Annies  | Номинация |
| 2012 | CMT Awards              | Breakthrough Video of the Year     | Hell On Heels  | Номинация |
| 2012 | CMT Awards              | Group Video of the Year            | Hell On Hells  | Номинация |
| 2013 | CMT Awards              | Group Video of the Year            | Takin' Pills   | Номинация |
| 2015 | CMT Awards              | Collaborative Video of the Year    | Lonely Tonight | Номинация |
| 2015 | ACM Awards              | Vocal Event of the Year            | Lonely Tonight | Номинация |
| 2015 | CMA Awards              | Musical Event of the Year          | Lonely Tonight | Номинация |
| 2016 | Grammy Awards           | Best Country Duo/Group Performance | Lonely Tonight | Номинация |
| 2016 | Grammy Awards           | Best Country Album                 | The Blade      | Номинация |

## Дискография

### Студийные альбомы
| Название               | Детали                                                                                           | Высшая позиция в чарте | Высшая позиция в чарте | Продажи      |
| Название               | Детали                                                                                           | US Country             | US                     | Продажи      |
| ---------------------- | ------------------------------------------------------------------------------------------------ | ---------------------- | ---------------------- | ------------ |
| Satisfied              | - Дата выхода: 19 мая 2009 (Digital) - Лейбл: Sony - Форматы: CD, music download                 | —                      | —                      |              |
| Like a Rose            | - Дата выхода: 5 марта 2013 - Лейбл: Warner Bros. Nashville - Форматы: Vinyl, CD, music download | 10                     | 43                     |              |
| The Blade              | - Дата выхода: 24 июля 2015 - Лейбл: Warner Bros. Nashville - Форматы: CD, music download        | 2                      | 30                     | - US: 24,600 |
| "—" неучастие в чарте. |                                                                                                  |                        |                        |              |